# Oliver Williamson
Oliver Eaton Williamson (født 27. september 1932, død 21. maj 2020 i Berkeley, Californien) var en amerikansk økonom. Han var professor på University of California, Berkeley. I 2009 modtog han Nobelprisen i økonomi (delt med Elinor Ostrom) for "sin analyse af økonomisk styring, specielt med hensyn til virksomheders afgrænsning".

## Baggrund
Oliver Williamson kom fra Wisconsin og tog sin uddannelse på MIT (Sloan School of Management), Stanford University og Carnegie Mellon University. Han var ansat på University of Pennsylvania 1965-83, på Yale University 1983-88 og siden 1988 på Berkeley. Sammen med sin kone Dolores havde han fem børn.

## Forskning
Oliver Williamson beskæftigede sig intenst med teorier om transaktionsomkostninger. Blandt andet udviklede han en teori om, hvorfor nogle økonomiske transaktioner finder sted inden for virksomheder, og andre lignende transaktioner finder sted mellem virksomheder, altså på et marked. Teorien fortæller om et af de mest basale valg i samfundets organisering: Hvornår bør beslutningstagningen finde sted inden for en organisation, og hvornår bør den uddelegeres til markedet?